# میمون شبگرد جزیره پلنگ
میمون شبگرد جزیره پلنگ (نام علمی: Tarsius pelengensis) نام یک گونه از سرده شبگردمیمون‌ها است.